# 从德谟克利特到量子计算
《从德谟克利特到量子计算》是斯科特·阿伦森于2013年出版的一本关于量子信息科学的书籍。 它大致基于Aaronson在加拿大滑铁卢大学教授的一门课程，该课程的讲义可以在网上找到。 

## 内容
阿伦森表示，他希望这本书达到与伦纳德·萨斯坎德的《理论最小值》或罗杰·彭罗斯的《通往实在之路》相同的水平；  《今日物理学》将其与乔治·伽莫夫的《从一到无穷大》进行了比较。 正如标题所示，这本书从德谟克利特开始，涵盖了从计算机科学到数学到量子力学和量子计算的所有内容。

### 封面
封面图片是亨德里克·特·布吕根于1628年创作的德谟克利特油画它把德谟克利特描绘成一个年轻、爱笑的享乐主义者，他指向远方，指出人类的愚蠢之处。
这幅图引用了Aaronson对德谟克利特的原子与虚空概念的讨论 ，这一概念构成了对原子层面物质的基础理解，与量子计算相关，在量子计算中，操纵和控制单个量子对象进行计算呼应了早期原子理论的意义。

## 作者
斯科特·阿伦森 (Scott Aaronson) 是德克萨斯大学奥斯汀分校的理论计算机科学教授。他曾是麻省理工学院的一名教员。 

## 反响
在《美国数学学会杂志》上，阿维·威格德森认为它“充满洞察力、智慧和乐趣”，但承认它“并不适合所有人”。威格森特别指出，如果该书提供更多的背景材料，并且很少引用先前的文献，那么阅读起来会更容易。 弗朗西斯·沙利文在《今日物理》杂志上评论了这本书，认为它“令人振奋”，但同时也表示它“涵盖了太多领域，不适合用作教科书”，并对阿伦森“认为数学家喜欢复杂化，因为这会让事情变得更有趣”的态度表示异议。 弗雷德里克·格林（Frederic Green）在SIGACT新闻上发表了一篇热情洋溢的评论，认为该书不太适合作为课堂教材，除非可能适合“结构相当开放的研讨会式课程”。 
雷维尔·内茨 (Reviel Netz)在《常识》杂志上对这本书给予了积极的评价，他打趣道：“我怀疑这本书是错误地寄给我的；尽管书名如此，但它与我的专业——古代科学——毫无关系。” 